# Водогони Львова

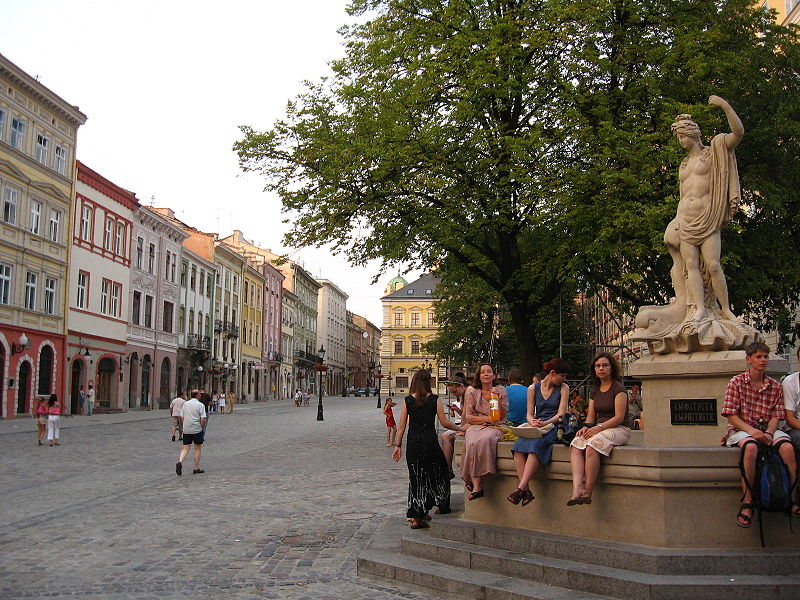
Фонтан Амфітрита на площі Ринок

Водогони Львова поряд з фортифікаціями були одним з найважливіших об'єктів обороноздатності, санітарного стану міста.

## Історія
Через розміщення у заболоченій котловині ріки Полтва міщани Львова не могли користатися криницями серед мурів Середмістя, вода з яких надавалась хіба-що для господарських потреб. Тому з княжих часів проводили підземні водогони від джерел на пагорбах навколо міста. З грамоти Лева І (8 жовтня 1292) походить найдавніша згадка про водогін, який він до водойми у Низькому замку. При археологічних дослідженнях 1997 на площі Старий Ринок віднайшли рештки керамічного водогону XIV ст.

### Середньовіччя
Бургомістр Петро Штехер за проектом Гануша провів (наново) водогін labor canalium з керамічних трубок з лану шпиталю св. Духа (1404) - найдавніший відомий гравітаційний водогін на теренах України. Через значну вартість магістрат вирішив прокладати водогони з дерев'яних труб (1407), чим зайнялись canalium rector Петрус з двома ductor aguae, які отримували платню по 6 гривень на рік (лат. salarium). На 1413 існувало до сотні відгалужень водогону, за яким з 1414 наглядав службовець магістрату рурмістр (лат. rorenmeyster, отримуючи платню в 6 кіп грошів на рік. Платню збільшили до 26 гривень (1468) з умовою, що з цієї суми рурмістр оплачує роботу челяді, матеріали. Рурмістрам місто надавало безкоштовно житло, паливо, одяг, лікування, звільнення від податків, допомогу родині в разі смерті, але складали обітниці підтримання справного стану водогонів, недопускання забору води без дозволу магістрату і утримання в таємниці місць проходження водогонів. Вони утримували свій інвентар у великій скрині біля ратуші. Рурмістри отримували третю по розміру платню серед міських службовців. Вода підводилась до розподільчого пункту на площі Ринок, де 1471 було три водозбірні-криниці, зокрема один великий, де утримували перед продажем рибу і який засипали (до 1488). Інші знаходились біля Краківської брами (1482), перед ратушею (1488), на вулиці Краківській (1490) і т. д.  За окрему плату (трубний податок) водогін з дозволу магістрату підводили до житлових будинків. На 1634 до міста йшло 15 водогонів. Для контролю за розподілом води з 1607 призначали трьох директорів водопостачання.
Для отримання міського громадянства Андрій Гарго Хіоса зобов'язався завершити будівництво першої в місті кам'яної криниці після свого дядька Томші де Альбертіса (1589). На 1626 на криниці встановили бронзову фігуру німфи Мелюзини.

### Новітні часи
Після переходу Львова під австрійське управління на площі Ринок встановили чотири криниці з фігурами Нептуна, Амфітрити, Адоніса, Діани авторства Гартмана Вітвера (до 1815). Великі криниці на середину ХІХ ст. починають споруджувати на нових площах, вулицях. У другій половині ХІХ ст. на вулицях встановили водозабірні колонки з артезіанських свердловин. На замовлення магістрату інженер Смерк, використовуючи розробки професорів політехніки, розробив проект водопостачання Львова з подачею води з басейну ріки Верещиця з водозбірнею у Волі Добростанській. Водогін запустили 9 березня 1901 р. Згодом до водозбірні побудували водогони з с. Шкло (1925), С. Великополе (1928). Через ріст міста і припинення будівництва водогонів з 1958 ввели графік подачі води. Тому було збудовано два водогони (1965, 1966), що не виправило ситуації. Наступні сім водогонів збудували до 1973, ще чотири до 1988. Вода до Львова подається з відстані 20-80 км, а довжина водогонів виносить 581 км. Довжина розподільчої системи міста трубами діаметром 100-900 мм виносить 800 км.